# Oskar Merkt
Oskar Merkt (1893 - 1982) was een Zwitsers voetballer die speelde als aanvaller.

## Carrière
Merkt speelde tussen 1911 en 1923 voor Old Boys Basel en Servette FC Genève. Met deze laatste club werd hij landskampioen in 1918 en 1922. Hij maakte zijn debuut voor Zwitserland in 1913 en speelde in totaal negen interlands waarin hij vijf keer kon scoren.

## Erelijst
- Servette FC Genève
  - Landskampioen: 1918, 1923